# 松崎町立松崎中学校

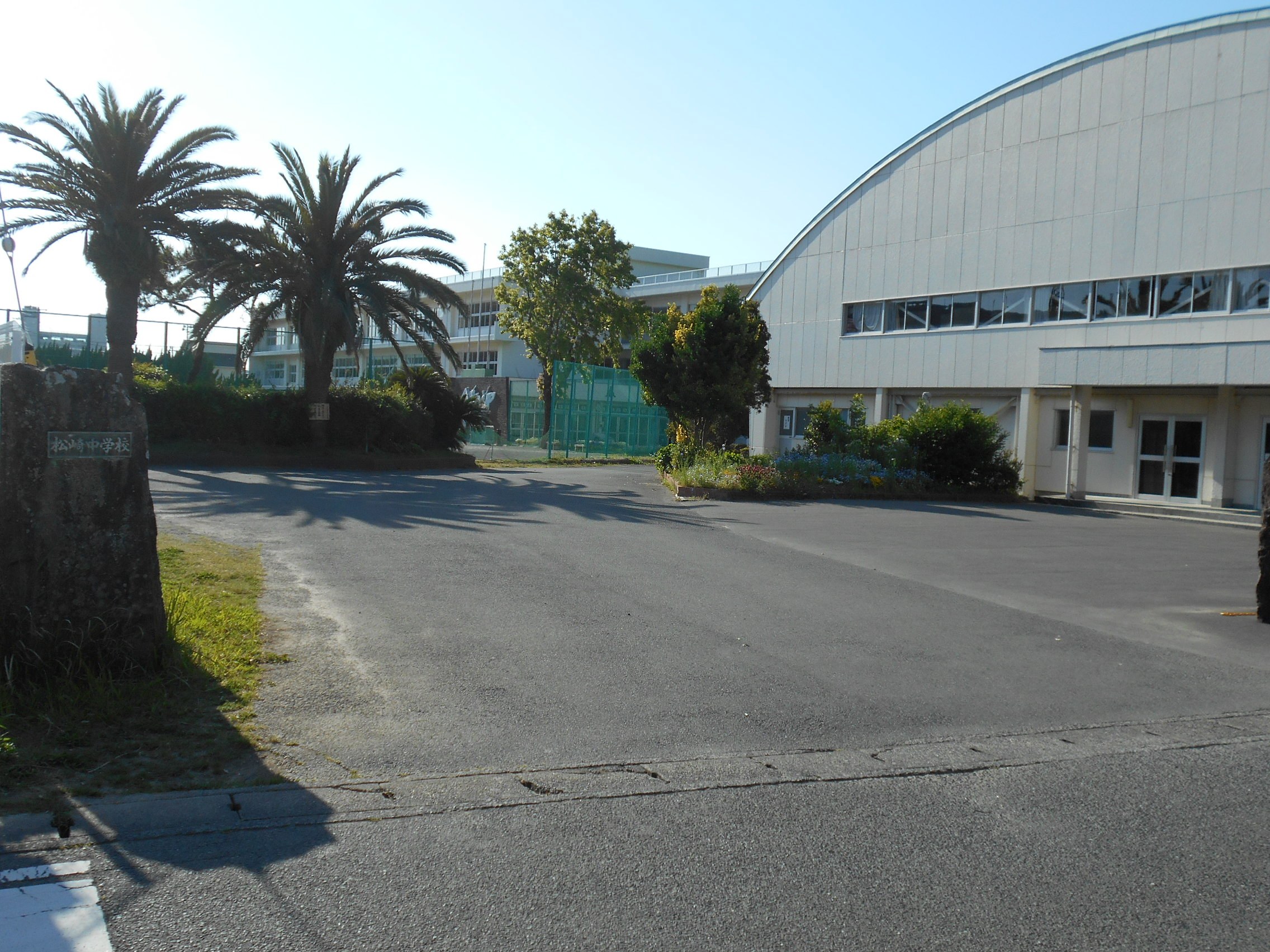

松崎町立松崎中学校（まつざきちょうりつ まつざきちゅうがっこう）は、静岡県賀茂郡松崎町にある町立中学校。地元では「松中」（まっちゅう）と呼ばれている。

## 所在地
- 静岡県賀茂郡松崎町江奈307番地

## 沿革
- 1947年（昭和22年）4月1日、創立。

## 学区
松崎町全域

## 部活動
運動部
- ソフトテニス部（男・女）
- バスケットボール部（男・女）
- バレーボール部（男・女）

## 行事
2月に修学旅行を行う。主な行き先は京都と奈良。